# Manu Eveno
Pour les articles homonymes, voir Eveno.
Emmanuel Eveno, dit Manu Eveno ou simplement Manu, est un guitariste français, né le 7 mai 1971 à Châtenay-Malabry  (Hauts-de-Seine). Il est notamment cofondateur et guitariste du groupe Tryo jusqu’en 2021.
Il commence vers 1988-1989 dans le groupe M'Panada avec Guizmo, et participera en parallèle à d'autres groupes pendant cette période. Il participe en quelques occasions à des concerts du groupe Pause. Manu joue également des tablas, technique apprise lors de ses voyages en Inde et de diverses flûtes et clarinette.
Manu annonce qu'il quitte le groupe Tryo le 28 avril 2021 via Instagram et Facebook.

## Chansons composées pour Tryo
- C'est du roots
- Monsieur Bibendum
- Quand les hommes s'ennuient (seulement la musique)
- Bye Bye
- Poussière d'étoile
- Labyrinthe Cortex
- Joe le trader